# Cmentarz żydowski w Widuchowej
Cmentarz żydowski w Widuchowej – nieistniejący kirkut mieszczący się dawniej na wzgórzu przy Mühlenweg (ul. Młynarska), na rogu z Königsbergerstraße (ul. Chojeńska; dziś ul. Robotnicza) w Widuchowej. Od cmentarza miejskiego był oddzielony jedynie wąską ścieżką. Wiadomo, że nekropolia ta musiała zostać całkowicie zapełniona, ponieważ aby móc na nim pochować większą liczbę ludzi, trzeba było pokryć istniejące już pole grzebalne półtorametrową warstwą ziemi. 
Po zabudowie kirkutu nie został ślad materialny. Nie ustalono, w którym miejscu przebiegała niegdyś granica pomiędzy jedną nekropolią a drugą. Teren dawnego kirkutu jest ogrodzony, bez jakichkolwiek bram czy innych zabudowań, a cały obszar jest zarośnięty. Znajdują się na nim polskie groby.

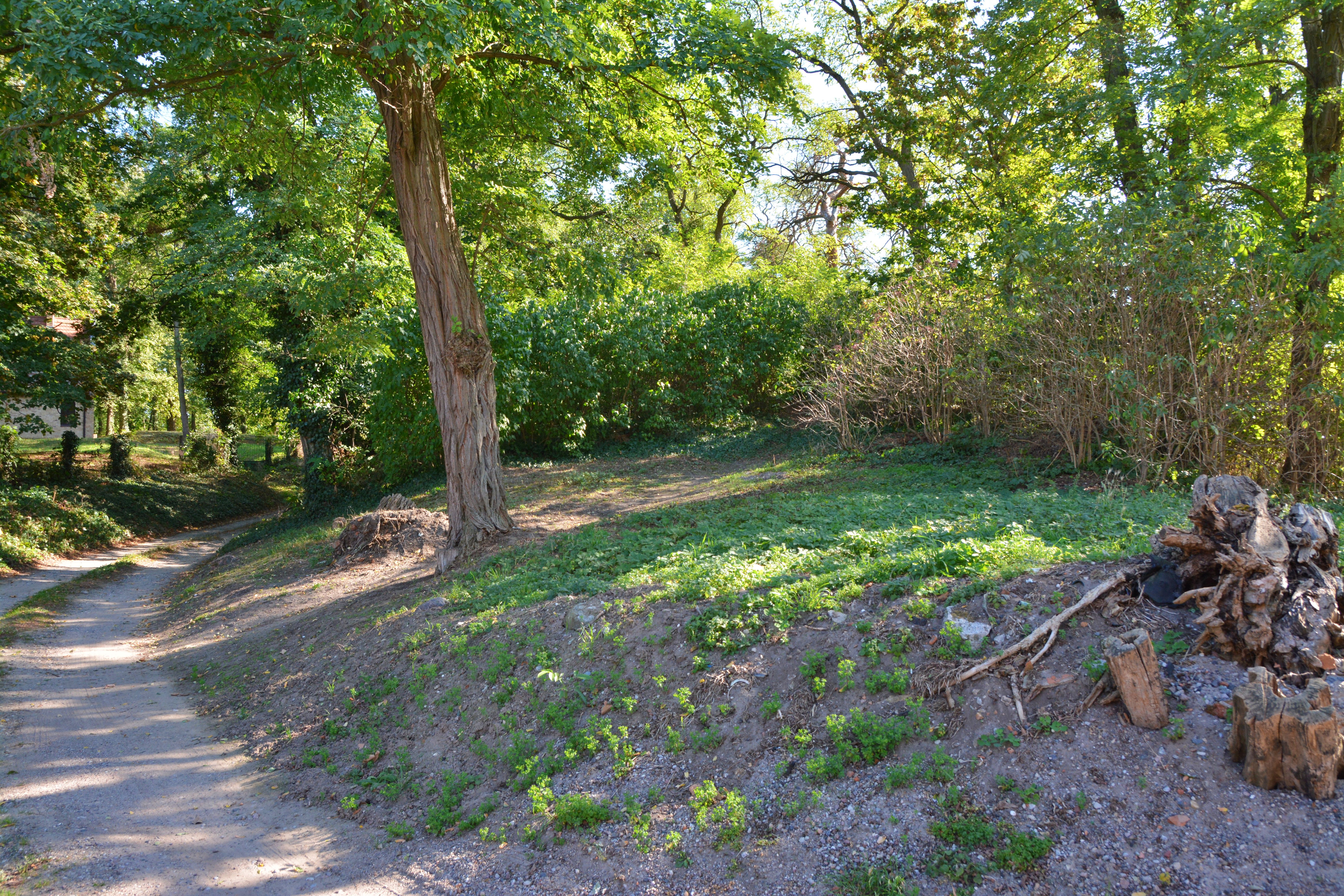
Teren dawnego cmentarza żydowskiego w Widuchowej (2024 r.)